# Touch and Go (canción)
«Touch And Go» es el segundo sencillo de la banda post-punk "Magazine", lanzado el 14 de abril de 1978, por Virgin Records. Por ese tiempo, también fue lanzado el primer álbum de la banda, Real Life.
Esta vez, el sencillo fue grabado con teclados, a diferencia del primero, Shot By Both Sides, ya que Dave Formula (ex-St Louis Union) se integró poco después del lanzamiento de este último; aunque este también sería el último sencillo grabado con el baterista Martin Jackson, quien se fue de la banda a finales de julio de 1978, luego de la gira por Reino Unido, promocionando el álbum Real Life, siendo reemplazado por Paul Spencer, quien a su vez, meses más tarde, fue reemplazado por John Doyle. Jackson se uniría más tarde a The Chameleons y formaría Swing Out Sister.
La principal canción del sencillo, homónima y contenida en la cara A, tiene un vídeo oficial y su nombre sirvió también para etiquetar un compilado de 2 CD de la banda, lanzado en 2009, Touch And Go - Anthology - 02.78-06.81, el cual contiene esta canción y la cara B, "Golfinger", que es una versión de la canción de la película de James Bond. Ambas canciones también aparecen el la versión remasterizada del álbum Real Life.

## Lista de canciones

### Cara A
- «Touch And Go» (Devoto/McGeoch) - 2:50

### Cara B
- «Goldfinger» (Barry/Bricusse/Newley) - 3:20